# Eremothera refracta
Eremothera refracta är en dunörtsväxtart som först beskrevs av Sereno Watson, och fick sitt nu gällande namn av Warren Lambert Wagner och Hoch. Eremothera refracta ingår i släktet Eremothera och familjen dunörtsväxter. Inga underarter finns listade i Catalogue of Life.

## Bildgalleri

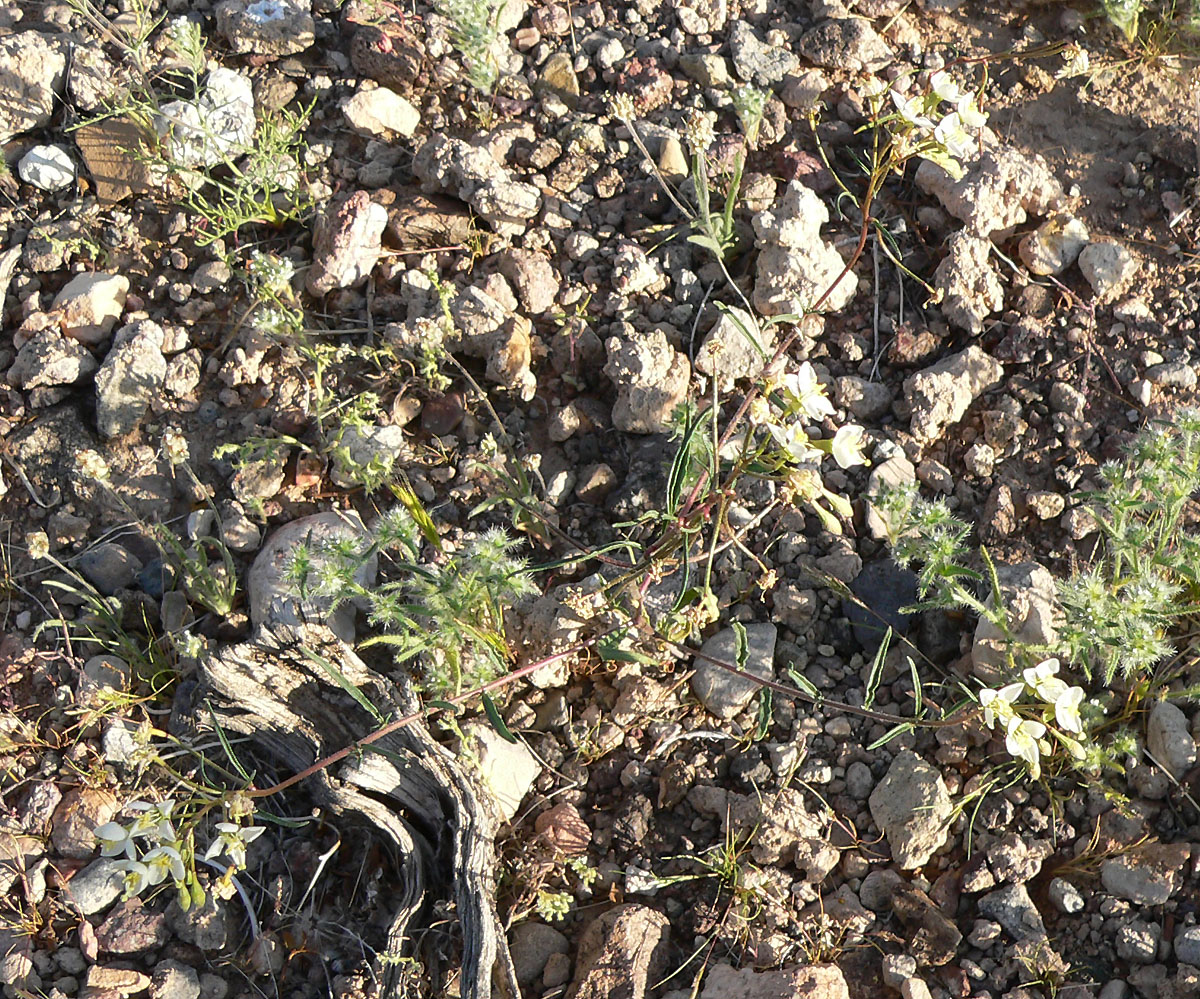
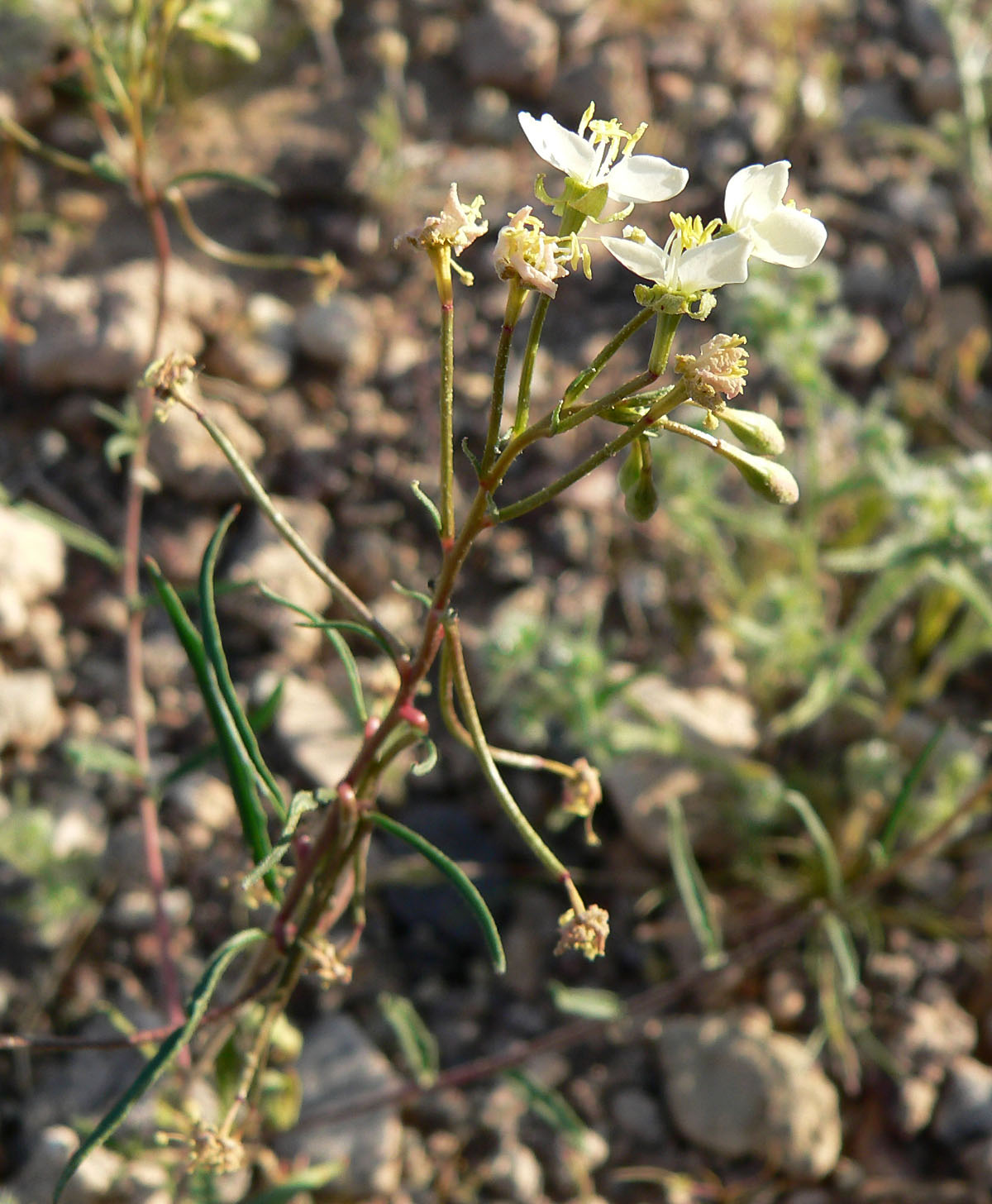
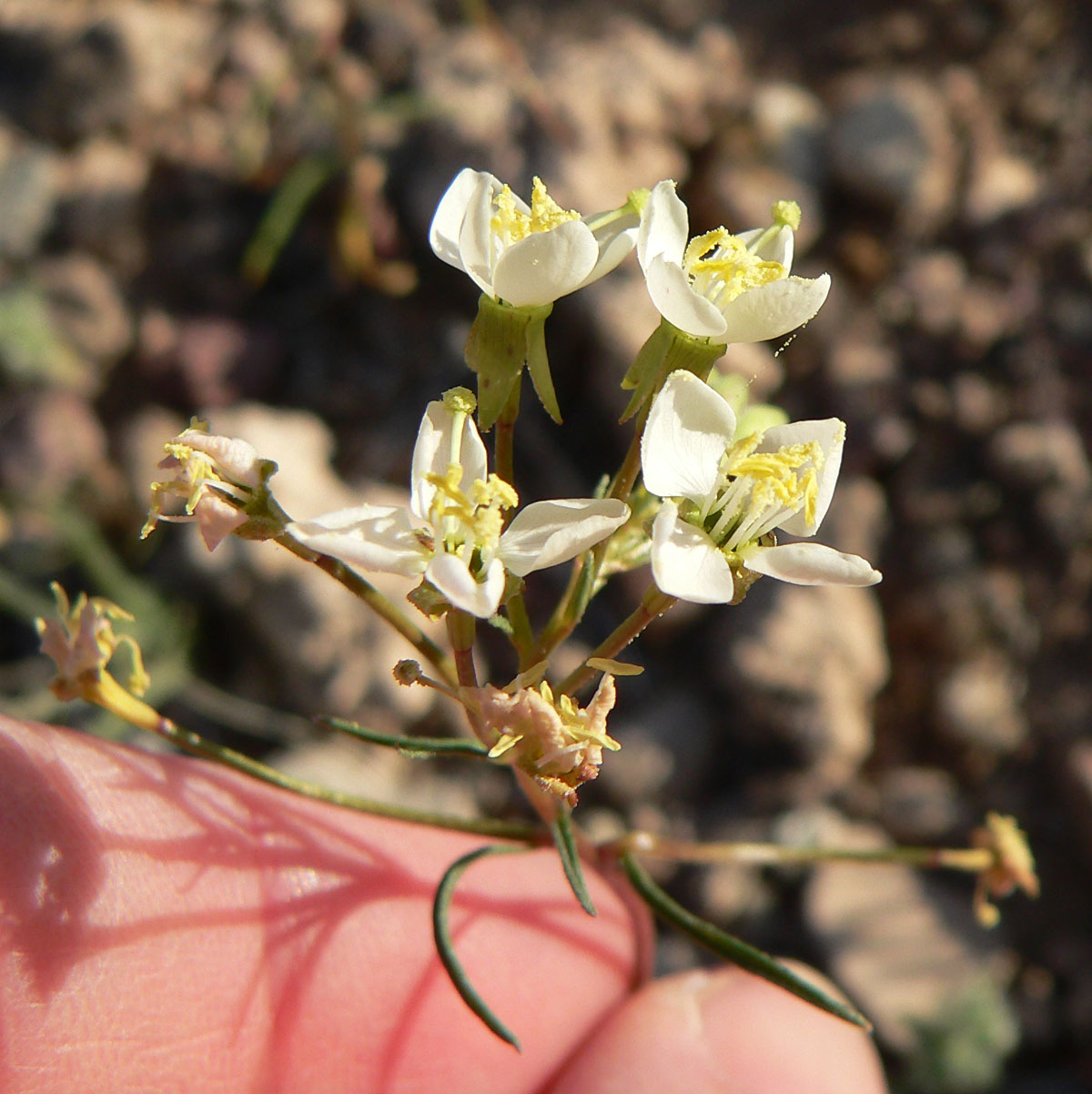
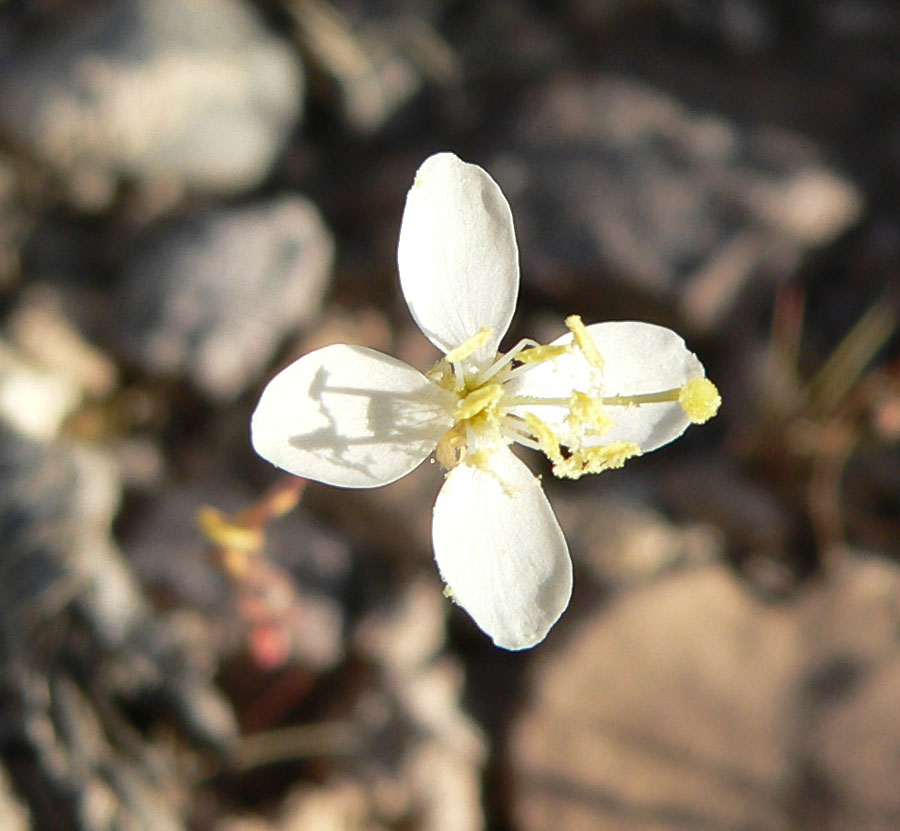
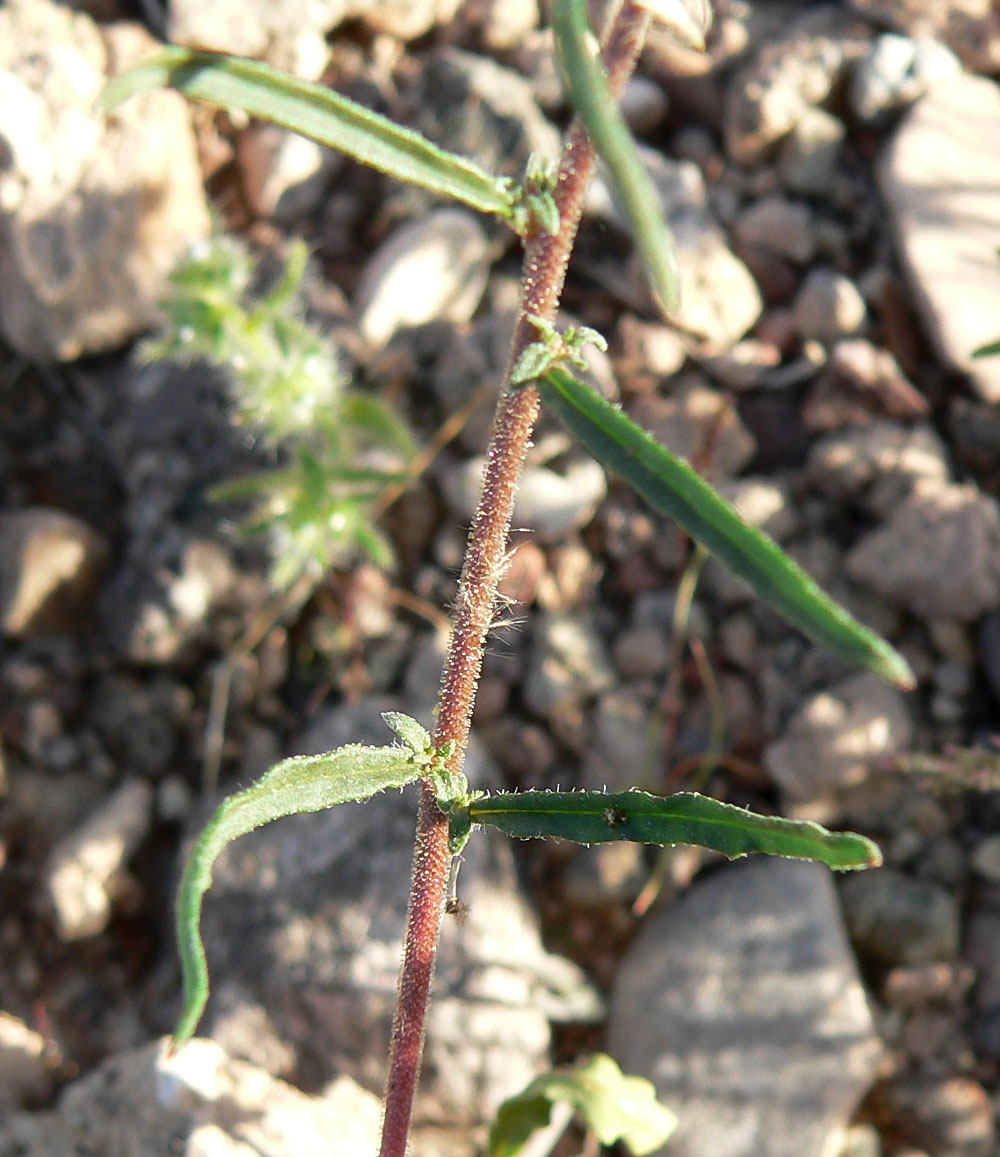
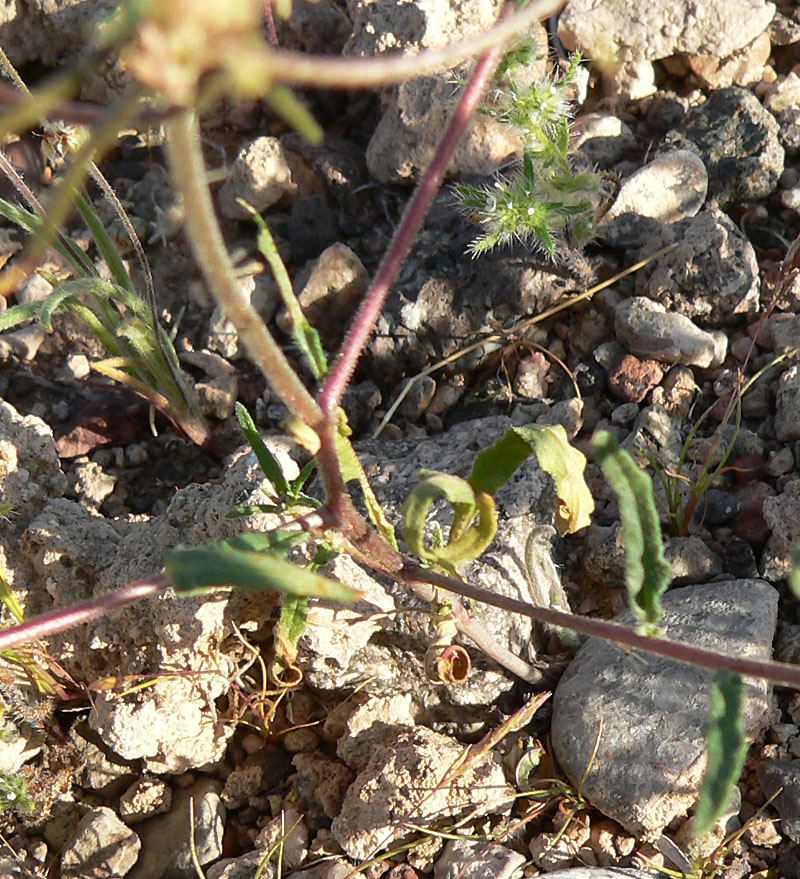